# Kornáta
Kornáta är en ort i Grekland.   Den ligger i prefekturen Nomós Kerkýras och regionen Joniska öarna, i den västra delen av landet, 400 km nordväst om huvudstaden Aten. Kornáta ligger 352 meter över havet och antalet invånare är 101. Den ligger på ön Korfu.
Terrängen runt Kornáta är kuperad västerut, men österut är den platt. Havet är nära Kornáta österut. Runt Kornáta är det ganska tätbefolkat, med 104 invånare per kvadratkilometer. Närmaste större samhälle är Korfu, 11,5 km norr om Kornáta. I omgivningarna runt Kornáta växer i huvudsak blandskog.